# ФК Халам
ФК „Халам“ (на английски: Hallam Football Club) е футболен клуб от Шефилд, Англия, който участва в Регионална Източна Премиер Дивизия.
Клубът е създаден през 1860 г., това е втория най-стар футболен клуб, като единствения футболен отбор създаден преди Халам е градския съперник ФК Шефилд.
Отборът продължава да провежда своите домакински срещи на първия си стадион Сандгейт Роуд, който е записан в Световни рекорди на Гинес като най-стария стадион в света. Сандгейт се намира в западен Шефилд. През 1861 г. се изиграва първото местно дерби с ФК Шефилд. Шефилдското дерби между Халам и Шефилд (да не се бърка с дербито между професионалните Шефилд Уендзи и Шефилд Юнайтед известно като „дербито на стоманения град“) се приема като най-старото дерби, което се провежда включително и до днес.
През 1867 г., Халам спечелва Йодан Къп – първият организиран футболен турнир, след като на финала побеждава друг шефилдски клуб – ФК Норфолк. Финалната среща е изиграна на стадион Брамал Лейн - стадионът на ФК Шефилд.